# New York City Marathon 1998
De New York City Marathon 1998 werd gelopen op zondag 1 november 1998. Het was de 29e editie van deze marathon.
Bij de mannen was de Keniaan John Kagwe, winnaar van de editie in 1997, opnieuw het snelst, ditmaal in 2:08.45. De Italiaanse Franca Fiacconi won bij de vrouwen in 2:25.17.
In totaal finishten 31.539 marathonlopers de wedstrijd, waarvan 22.587 mannen en 8.952 vrouwen.

## Uitslagen

### Mannen
| rang   | naam                 | land | tijd    |
| ------ | -------------------- | ---- | ------- |
| Goud   | John Kagwe           | KEN  | 2:08.45 |
| Zilver | Joseph Chebet        | KEN  | 2:08.48 |
| Brons  | Zebedayo Bayo        | TAN  | 2:08.51 |
| 4      | Germán Silva         | MEX  | 2:10.24 |
| 5      | Vanderlei de Lima    | BRA  | 2:10.42 |
| 6      | Roberto Barbi        | ITA  | 2:10.55 |
| 7      | Simon Chemoiywo      | KEN  | 2:11.08 |
| 8      | Peter Githuka        | KEN  | 2:11.20 |
| 9      | Shem Kororia         | KEN  | 2:11.27 |
| 10     | Jonathan Ndambuki    | KEN  | 2:11.30 |
| 11     | Leonid Shvetsov      | RUS  | 2:11.50 |
| 12     | Robert Stefko        | SVK  | 2:12.52 |
| 13     | Fred Kiprop          | KEN  | 2:13.32 |
| 14     | Daniel Kirwa         | KEN  | 2:13.54 |
| 15     | Gemechu Kebede       | ETH  | 2:15.04 |
| 16     | Tesfaye Bekele       | ETH  | 2:15.23 |
| 17     | Isidro Rico          | MEX  | 2:15.52 |
| 18     | Alfredo Vigueras     | USA  | 2:16.14 |
| 19     | Orlando Guerrero     | COL  | 2:16.47 |
| 20     | Peter Ndirangu       | KEN  | 2:16.59 |
| 21     | Martin Mondragon     | MEX  | 2:18.16 |
| 22     | David Scudamore      | USA  | 2:18.20 |
| 23     | Julius Bitok         | KEN  | 2:19.22 |
| 24     | Francesco Ingargiola | ITA  | 2:19.57 |
| 25     | Anthony Graham       | WAL  | 2:20.13 |

### Vrouwen
| rang   | naam                | land | tijd    |
| ------ | ------------------- | ---- | ------- |
| Goud   | Franca Fiacconi     | ITA  | 2:25.17 |
| Zilver | Adriana Fernandez   | MEX  | 2:26.33 |
| Brons  | Tegla Loroupe       | KEN  | 2:30.28 |
| 4      | Ljoedmila Petrova   | RUS  | 2:31.09 |
| 5      | Franziska Moser     | SUI  | 2:32.37 |
| 6      | Libbie Hickman      | USA  | 2:33.06 |
| 7      | Viviane Deoliveira  | BRA  | 2:35.12 |
| 8      | Rakiya Maraoui      | FRA  | 2:35.59 |
| 9      | Elena Vinitskaia    | BLR  | 2:36.53 |
| 10     | Marcia Narloch      | BRA  | 2:37.33 |
| 11     | Zofia Wieciorkowska | POL  | 2:40.39 |
| 12     | Joan Samuelson      | USA  | 2:41.06 |
| 13     | Anne-Marie Lauck    | USA  | 2:42.52 |
| 14     | Marinella Curreli   | ITA  | 2:44.30 |
| 15     | Nili Abramski       | ISR  | 2:45.19 |
| 16     | Leteyesus Berhe     | ETH  | 2:45.38 |
| 17     | Kimberly Griffin    | USA  | 2:46.17 |
| 18     | Antonella Bizioli   | ITA  | 2:46.30 |
| 19     | Gillian Horovitz    | ENG  | 2:46.36 |
| 20     | Montserrat Martinez | ESP  | 2:47.31 |
| 21     | Juana Vazquez       | MEX  | 2:49.50 |
| 22     | Regina Ronan        | USA  | 2:51.04 |
| 23     | Jeanne Peterson     | USA  | 2:51.29 |
| 25     | Karen Peterson      | USA  | 2:52.37 |

1970 ·
1971 ·
1972 ·
1973 ·
1974 ·
1975 ·
1976 ·
1977 ·
1978 ·
1979 ·
1980 ·
1981 ·
1982 ·
1983 ·
1984 ·
1985 ·
1986 ·
1987 ·
1988 ·
1989 ·
1990 ·
1991 ·
1992 ·
1993 ·
1994 ·
1995 ·
1996 ·
1997 ·
1998 ·
1999 ·
2000 ·
2001 ·
2002 ·
2003 ·
2004 ·
2005 ·
2006 ·
2007 ·
2008 ·
2009 ·
2010 ·
2011 ·
2012 · 
2013 ·
2014 ·
2015 ·
2016 ·
2017 ·
2018 ·
2019 ·
2020 · 
2021 ·
2022 ·
2023 ·
2024